# Chico (futbolista)
Francisco Aramburu, más conocido como Chico (Uruguayana, Río Grande del Sur, 7 de enero de 1922-Río de Janeiro, 1 de octubre de 1997), fue un futbolista brasileño que jugaba como delantero.

## Selección nacional
Fue internacional con la selección de fútbol de Brasil en diecinueve ocasiones y convirtió ocho goles. Marcó cuatro goles en la Copa del Mundo de 1950 y jugó el famoso partido conocido como Maracanazo.

### Participaciones en Copas del Mundo
| Mundial                        | Sede   | Resultado  | Partidos | Goles |
| ------------------------------ | ------ | ---------- | -------- | ----- |
| Copa Mundial de Fútbol de 1950 | Brasil | Subcampeón | 4        | 4     |

### Participaciones en Copas América
| Copa                         | Sede      | Resultado  |
| ---------------------------- | --------- | ---------- |
| Campeonato Sudamericano 1946 | Argentina | Subcampeón |

## Clubes
| Club            | País   | Año       |
| --------------- | ------ | --------- |
| Ferro Carril-RS | Brasil | 1939-1940 |
| Grêmio          | Brasil | 1941-1942 |
| Vasco da Gama   | Brasil | 1942-1954 |
| Flamengo        | Brasil | 1955-1956 |

## Palmarés

### Campeonatos regionales
| Título             | Club          | País   | Año  |
| ------------------ | ------------- | ------ | ---- |
| Campeonato Carioca | Vasco da Gama | Brasil | 1945 |
| Campeonato Carioca | Vasco da Gama | Brasil | 1947 |
| Campeonato Carioca | Vasco da Gama | Brasil | 1949 |
| Campeonato Carioca | Vasco da Gama | Brasil | 1950 |
| Campeonato Carioca | Vasco da Gama | Brasil | 1952 |

### Copas internacionales
| Título                               | Club          | Sede             | Año  |
| ------------------------------------ | ------------- | ---------------- | ---- |
| Campeonato Sudamericano de Campeones | Vasco da Gama | Santiago (Chile) | 1948 |

### Distinciones individuales
| Distinción                          | Año  |
| ----------------------------------- | ---- |
| Jugador del año en el Vasco da Gama | 1943 |
| Jugador del año en el Vasco da Gama | 1953 |